# Athalamia handelii
Athalamia handelii là một loài rêu trong họ Cleveaceae. Loài này được Herzog S. Hatt. mô tả khoa học đầu tiên năm 1954.